# 1034.
◄ | 10. stoljeće | 11. stoljeće | 12. stoljeće | ►
◄ | 1000-ih | 1010-ih | 1020-ih | 1030-ih | 1040-ih | 1050-ih | 1060-ih | ►
◄◄ | ◄ | 1031. | 1032. | 1033. | 1034. | 1035. | 1036. | 1037. | ► | ►►
Arhitektura • Astronomija • Knjige • Književnost • Kršćanstvo • Pravo • Promet • Znanost

## Smrti
- 11. travnja – Roman III. Argir, bizantski car (* 968.)

## Vanjske poveznice
|  | Zajednički poslužitelj ima još gradiva o temi 1034. |